# RD-100

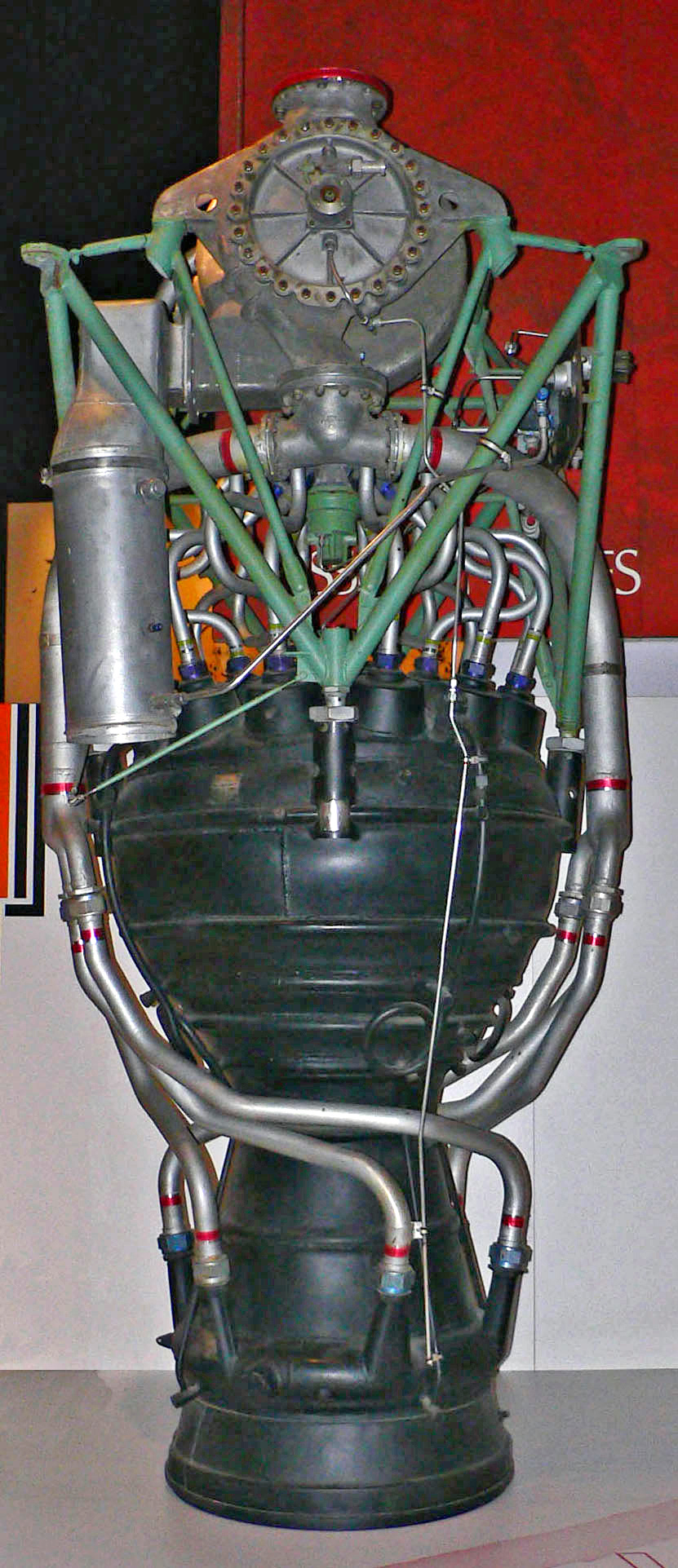
RD-100の原型になったV2ロケットのエンジン

RD-100 (ロシア語 :. РД-100, Ракетный Двигатель 100; trasl Raketnyy Dvigatel 100),はドイツから接収したV2ロケットの生産設備を移転したソビエト連邦（以後ソ連）で量産された最初のロケットエンジンの名称である。このエンジンはソ連で生産されたV2の同型機であるR-1ミサイルの動力として搭載された。
このエンジンはヴァレンティン・グルシュコと正式に招聘されたドイツ人のV2号の専門家のチームによって開発された。当時のソ連の産業基盤は未熟で活用できる産業資源が限られており、開発は難航した。機材が不十分で機材を揃える事から始めなければならなかった。
計画は1946年に開始され、1947年半ばにはRD-100は最初に準備が整った。1948年5月に最初の試験が実施された。R-1ミサイルはこのエンジンを搭載して1950年に就役した。

## 仕様
これらがRD-100の主な仕様である:
- ネット重量: 885 kg
- 全高: 3.70 m
- 直径: 1.65 m
- 推力: 304.00 kN
- 比推力: 237 s
- 海面高度での比推力: 203 s
- 燃焼時間: 65 s

多くの人達が考えるのとは異なり、このエンジンはドイツ製ミサイルの原型のエンジンを簡略化したものではなかった。実際には1942年に量産化するためにドイツ製のエンジンの設計は凍結されたので以降は改良されていなかった。故にRD-100は以下の一覧に示すように特に燃焼室への推進剤噴射装置について最適化された派生型である。
比較
| 変数                             | A-4 39型      | RD-100     |
| -------------------------------- | ------------- | ---------- |
| エタノール消費 (kg/s)            | 58            | 57,8       |
| 液体酸素消費 (kg/s)              | 72            | 74         |
| 推進剤圧力:                      |               |            |
| - 燃焼室内のエタノール圧力 (Mpa) | 1,93          | 2,02       |
| - 燃焼室内の酸素圧力 (Mpa)       | 1,93          | 2,04       |
| 燃焼室内圧力 (Mpa)               | 1,48          | 1,62       |
| 燃焼室内の温度 (°C)              | 2.000         | 2.300      |
| 噴射速度 (m/s)                   | 2.000         | 2.130      |
| 推力 (kN)                        | 257           | 267        |
|                                  | (高度 1,8 km) | (海面高度) |

## 画像
- Um RD-100 em exposição no museu de São Petersburgo
- Close do sistema de alimentação do RD-100
- Duas visões do RD-100